# Aminatou Maïga Touré
Aminatou Maïga Djibrilla Touré (* 4. November 1955 in Niamey) ist eine nigrische Diplomatin und Politikerin. Von 2010 bis 2011 war sie Außenministerin Nigers.

## Leben
Aminatou Maïga Touré schloss ein Studium in Öffentlichem Recht an der Universität Lomé in Togo ab und besuchte Post-Graduate-Lehrgänge in Paris und Kamerun. Im Jahr 1979 trat sie in den Dienst des nigrischen Außenministeriums, wo sie bis 1991 in der Abteilung für rechtliche und konsularische Angelegenheiten tätig war. Touré war von 1991 bis 1995 an der Botschaft Nigers in Deutschland beschäftigt. Von 1996 bis 2000 war sie Bürgermeisterin von Niamey II, der damaligen (Teil-)Gemeinde von Nigers Hauptstadt. Anschließend arbeitete sie als Ständige Sekretärin erneut im Außenministerium und war danach von 2003 bis 2005 Generalsekretärin der nationalen Frankophonie-Kommission.
Touré wurde am 13. März 2006 in der Nachfolge von Joseph Diatta als Botschafterin Nigers in den Vereinigten Staaten akkreditiert. Nach dem Sturz von Staatspräsident Mamadou Tandja wurde sie in der Regierung Nigers vom 1. März 2010 Ministerin für auswärtige Angelegenheiten, afrikanische Integration und Auslandsnigrer. Diese unter dem Obersten Rat für die Wiederherstellung der Demokratie eingesetzte Übergangsregierung war bis zur Bildung der Regierung vom 21. April 2011 nach den Parlaments- und Präsidentschaftswahlen von 2011 im Amt. Neuer Außenminister wurde Mohamed Bazoum. Aminatou Maïga Touré war neben ihrer Ministerfunktion auch als Botschafterin in den Vereinigten Staaten im Amt geblieben und wurde als solche am 18. Januar 2012 von Maman Sambo Sidikou abgelöst.